# Малое Аретово
Малое Аретово — деревня в Демидовском районе Смоленской области России. Входит в состав Бородинского сельского поселения. Население — 72 жителя (2007 год). 
Расположена в северо-западной части области в 10 км к северо-западу от Демидова, в 6 км западнее автодороги Р133 Смоленск — Невель, на берегу реки Каспля. В 48 км южнее деревни расположена железнодорожная станция О.п. 439-й км на линии Смоленск — Витебск. 

## История
В годы Великой Отечественной войны деревня была оккупирована гитлеровскими войсками в июле 1941 года, освобождена в сентябре 1943 года.